# Abbaye Notre-Dame de Scourmont
Ne doit pas être confondu avec Abbaye Notre-Dame-de-la-Paix de Chimay.
Pour les articles homonymes, voir Abbaye Notre-Dame et Notre-Dame.
 (août 2014).
Si vous disposez d'ouvrages ou d'articles de référence ou si vous connaissez des sites web de qualité traitant du thème abordé ici, merci de compléter l'article en donnant les références utiles à sa vérifiabilité et en les liant à la section « Notes et références ».
L'abbaye Notre-Dame de Scourmont est située à Forges, à sept kilomètres au sud de la ville de Chimay, en Belgique. C'est une abbaye de l'Ordre cistercien de la stricte observance ayant été construite par des moines cisterciens-trappistes de l'abbaye Saint-Sixte dans la seconde moitié du XIXe siècle et toujours en activité.
Dès leur arrivée, les religieux s'attelèrent à défricher la terre puis bâtirent un domaine agricole et ensuite, les bâtiments de l'abbaye. À partir de 1876, les moines trappistes de Scourmont ont commencé à produire un fromage à partir du lait de leur ferme et qu’ils affinaient dans les caves voûtées de l'abbaye. Plus tard, une bière trappiste fut élaborée. Cette bière et ce fromage acquirent une renommée qui dépassa les frontières de la Belgique.
En 1954, les trappistes de Scourmont essaimèrent à Goma (République démocratique du Congo).

## Situation géographique
L'abbaye Notre-Dame de Scourmont se trouve sur le territoire de Forges, à sept kilomètres au sud de la ville de Chimay, en Belgique, dans la province de Hainaut. À 4 km au sud par la D10 se trouve la frontière française au lieu-dit de La Gruerie, appartenant à la commune de Signy-le-Petit, dans le département des Ardennes, en région Grand Est.

## Histoire

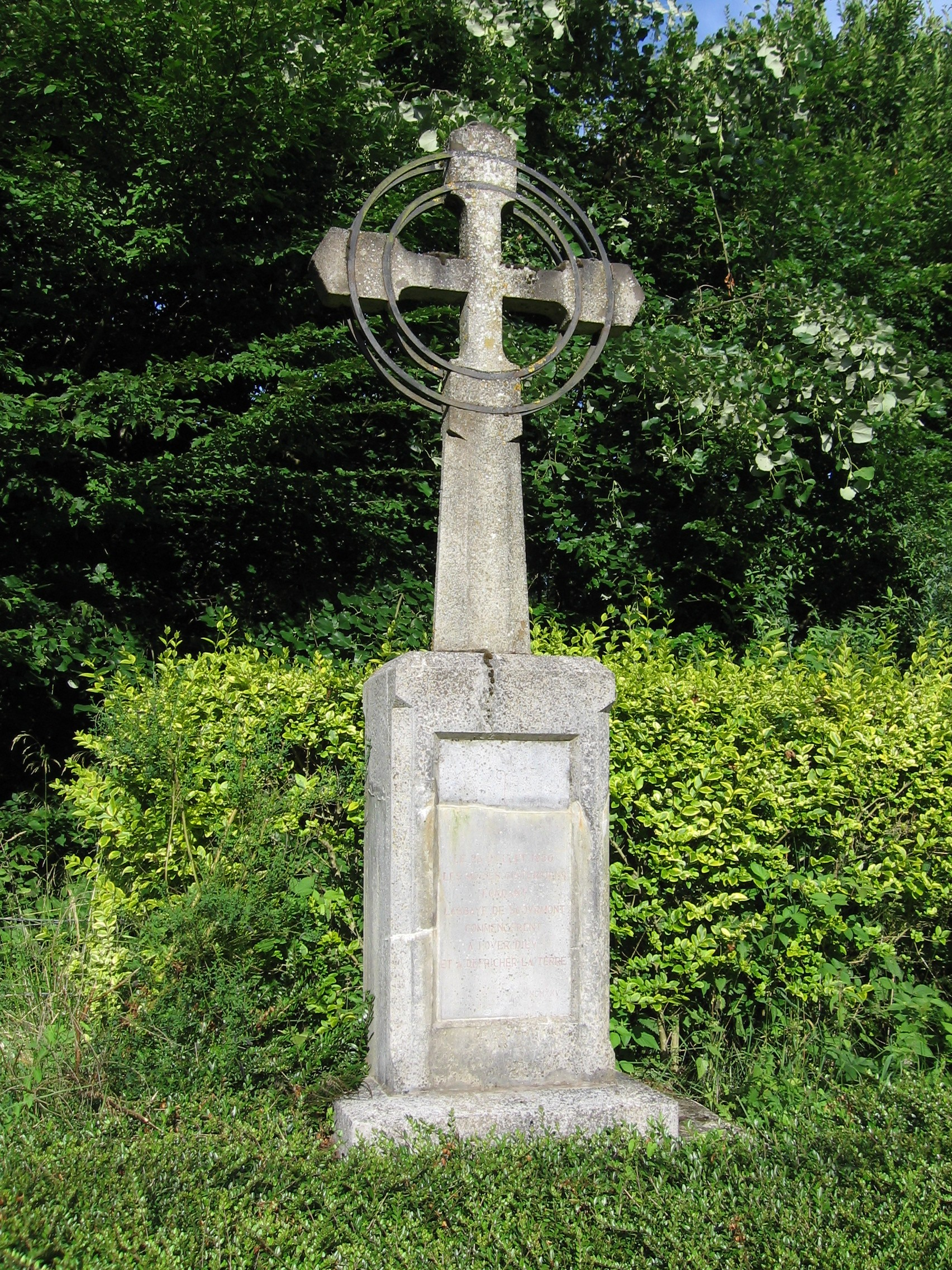
Croix de fondation de l'abbaye (1850)

Les origines de Scourmont se rattachent à une communauté de moines trappistes de Westvleteren (Ypres) qui le 25 juillet 1850, à l’initiative de l’abbé Jourdain (prêtre de la région de Chimay), envoya 17 moines s’établir sur une terre offerte par le Prince Joseph de Chimay.
Dès leur arrivée, ceux-ci s’attelèrent à défricher la terre située au lieu-dit Mont du secours où ils bâtirent tout d’abord un domaine agricole et ensuite les bâtiments de l’abbaye. La croix de fondation porte cette inscription : « Le 25 juillet 1850 les moines cisterciens fondant l’abbaye de Scourmont commencèrent à louer Dieu et à défricher la terre »
La fondation du prieuré date précisément de 1850, lequel est élevé au rang d'abbaye en 1871.

## Communauté monastique
Avant d'être une brasserie l'abbaye est une communauté d'une quinzaine de moines qui tentent de vivre l'Évangile suivant le modèle que propose la règle de saint Benoît: des journées où alternent la prière (personnelle ou chorale), le travail (champs, brasserie ou intellectuel) et le repos. La solitude du moine (Du grec monos, seul) est choisie par lui pour que sa vie soit mieux remplie de la présence de Dieu. Les moines se retrouvent ensemble 7 fois par jour dans leur église pour chanter l'office divin et célébrer l'eucharistie, vivent dans le silence monastique qui n'empêche pas des rencontres personnelles (pas de temps de récréation fixe) et donnent une place importante (comme le demande saint Benoît) à l'accueil des hôtes. Scourmont a une hôtellerie où viennent se ressourcer spirituellement des groupes de jeunes, de prêtres et d'autres. L'hôtellerie ne vend ni fromage ni bière.
Les moines participent également à une revue internationale d'histoire et de spiritualité cistercienne, les Collectanea Cisterciensia et publient des livres grâce à leur propre maison d'édition: les Cahiers Scourmontois. Certains moines, notamment Père Bernard de Give, sont également engagés dans le dialogue inter-monastique, en particulier avec des moines de tradition orientale bouddhiste et tibétaine.

## Les pères abbés
- 1871-1890 : Dom Hyacinthe Bouteca (1825-1897), 1er abbé de Scourmont
- ??-1901 : Dom Godefroid Bouillon (1844-1901), 2e abbé de Scourmont
- 1902-1913 : Dom Norbert Sauvage (1876-1923), 3e abbé de Scourmont, ensuite Procureur Général et directeur spirituel à Rome (1913-1923)
- 1913-1956 : Dom Anselme Le Bail, 4e abbé de Scourmont
- 1956-1988 : Dom Guerric Baudet (1913-2009), 5e abbé de Scourmont (administrateur apostolique dès 1949)
- 1988-1992 : Dom Thomas Vilain (  -2000), 6e abbé de Scourmont (démissionnaire)
- 1992-1996 : Dom Gérard Vangheluwe, supérieur ad nutum puis 7e abbé de Scourmont (démissionnaire)
- 1996-1998 : Dom Augustine Roberts, supérieur ad nutum
- 1999-2017 : Dom Armand Veilleux (1937-), 8e abbé de Scourmont
- Depuis 2017- : Dom Damien Debaisieux (1971-), 9e abbé de Scourmont, élu par la communauté le vendredi 17 novembre 2017)[3].

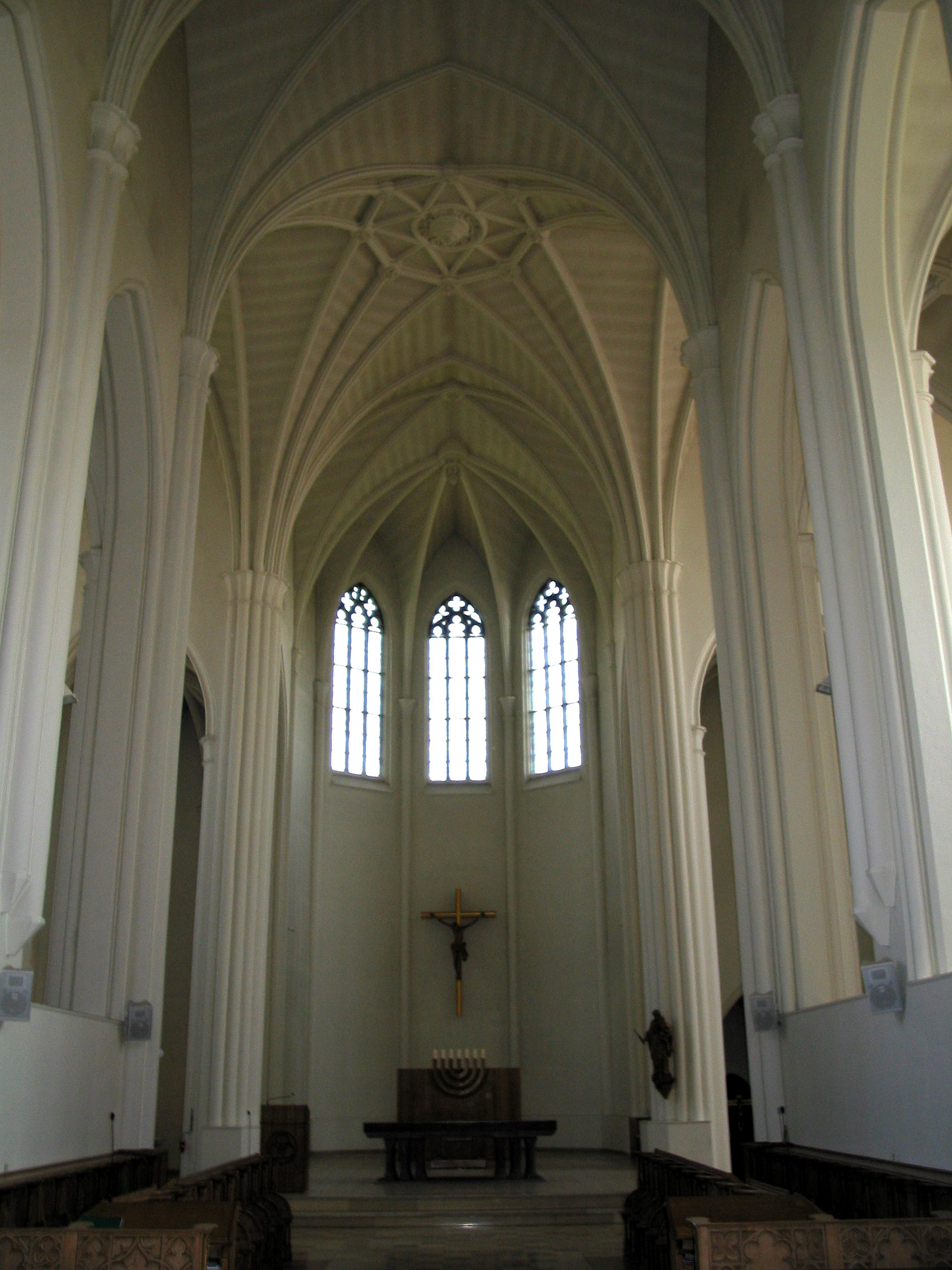
Chœur des moines et sanctuaire de l'abbatiale.

## Fondations à l'extérieur

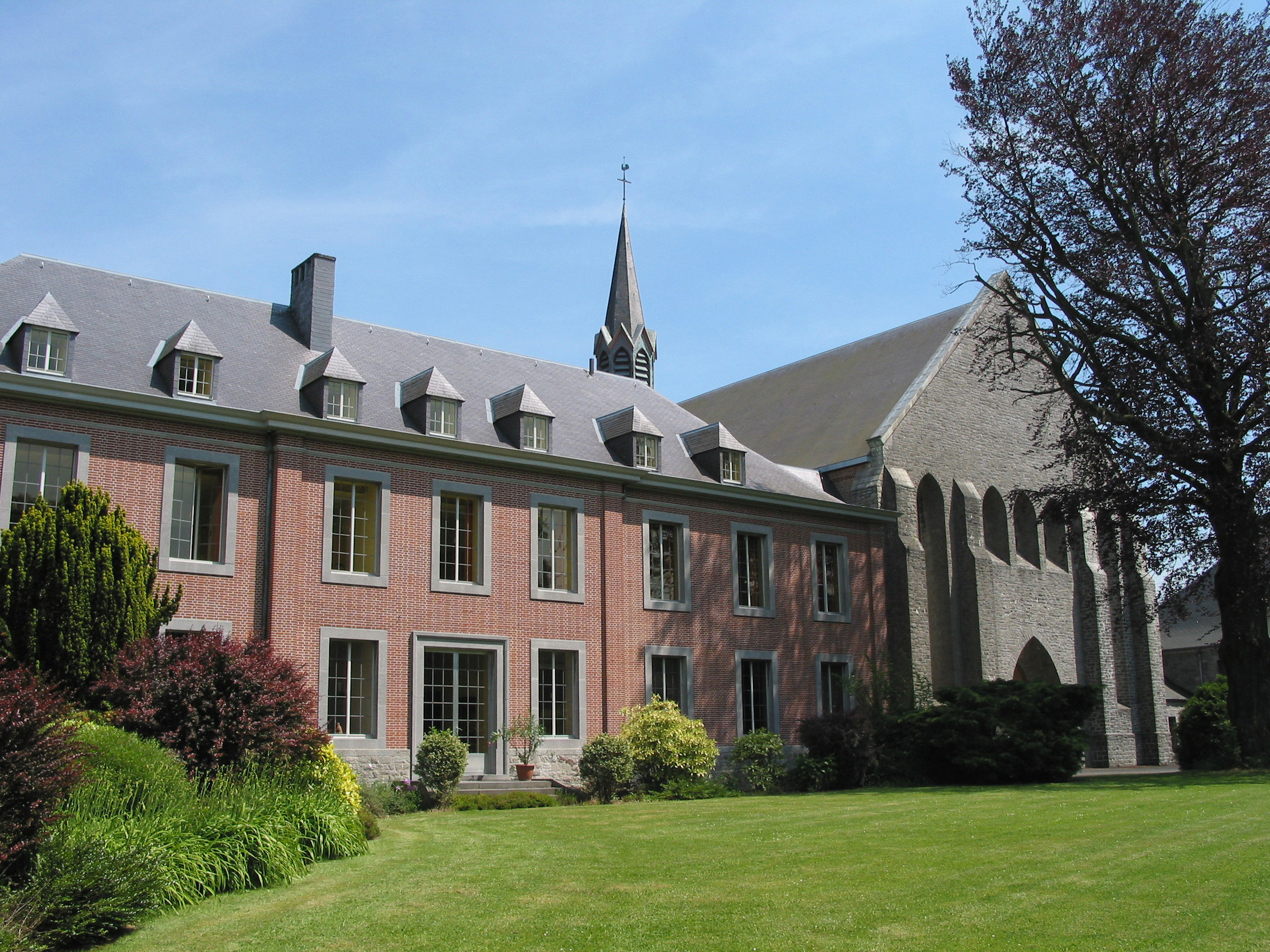
Jardin, hôtellerie et entrée de l'abbatiale.

Dans la meilleure tradition des moines pionniers (assèchement de marais, défrichement de terre, engagement personnel dans la construction des bâtiments, autonomie énergétique) les trappistes de Scourmont essaimèrent en 1954, à Goma (en R.D du Congo) : l'abbaye des lacs Mokoto. Un développement difficile mais prometteur (de nombreuses vocations) fut gravement compromis lors de la guerre dans l’Est du Congo : le monastère fut entièrement détruit. Plusieurs moines congolais de Mokoto rejoignirent alors l'abbaye de Scourmont.
Suivant chacune une histoire particulière d’autres abbayes furent affiliées (devenues ainsi ‘abbayes-filles’) à Scourmont :
- En 1925, l’abbaye Notre-Dame de Chimay (Belgique) : moniales cisterciennes.
- En 1928, l’abbaye de Caldey (sur une île au sud du Pays de Galles): moines bénédictins anglicans devenus catholiques.
- En 1978, l’abbaye Notre-Dame de Soleilmont (Fleurus, Belgique) ; moniales cisterciennes.
- En 1988, l'abbaye de Kurisumala (près de Tiruvalla, Kerala, Inde) ; fondée par un moine de Scourmont, Francis Mahieu, comme abbaye de rite oriental syro-malankar.

## Aspects patrimoniaux
L'abbaye rassemble, autour de quatre cours intérieures, d'importantes constructions du début du XIXe siècle, transformées et embellies pendant l'entre-deux-guerres : cloîtres, ateliers, brasserie, remises, écuries, vastes étables, grange immense, etc. Un fin clocher, recouvert d'ardoises et de plaques de métal imbriquées les unes dans les autres, existe dans cet ensemble.
Joseph de Riquet, prince de Chimay, qui a favorisé l'établissement des Trappistes à Scourmont et leur a offert 48 hectares de terres, repose, depuis 1886, dans un caveau abrité, dans l'enceinte de l'enclos monastique, par une sorte de tumulus.

## Brasserie et fromagerie
Très vite la bière et le fromage produits par les moines trappistes acquirent une renommée qui dépassa les frontières de la Belgique. En effet, dès 1876, les moines trappistes de Scourmont avaient retrouvé les secrets de fabrication d’un fromage à pâte dure, qu’ils ont commencé à produire à partir du lait de leur ferme et qu’ils affinaient dans les caves voûtées de l’Abbaye. Un autre produit fut élaboré et brassé au même endroit. C’est la fameuse bière trappiste de Chimay.
Le succès remporté par ces produits incita à créer une nouvelle unité de production à Baileux (Chimay) qui fut inaugurée le 22 octobre 1982. On y fabrique le fromage et on y embouteille la bière. Toutefois la bière trappiste est toujours brassée à l'abbaye.

## Pour approfondir